# Milionia constans
Milionia constans là một loài bướm đêm trong họ Geometridae.